# Verno Phillips
Verno Jeremias Phillips (* 29. November 1969 in Belize City, Britisch-Honduras) ist ein ehemaliger US-amerikanischer Profiboxer und Weltmeister der WBO und IBF im Halbmittelgewicht.

## Karriere
Phillips begann 1988 in den USA mit dem Profiboxen und verlor in seiner Aufbauphase gegen Carl Sullivan (5-0), Larry Barnes (13-0) und Kenny Gould (13-0), schaffte aber auch Siege gegen Clarence White (11-0), Héctor Vilte (47-7), Marcelo Di Croce (35-4), Julio Vásquez (30-0), Mario Chávez (28-2) und Ricardo Nuñez (31-4).
Mit 21 Siegen, 4 Niederlagen und einem Unentschieden trat er im Oktober 1993 gegen den mexikanischen Ex-Weltmeister Lupe Aquino (45-5) zum Kampf um den WBO-WM-Titel an. Er gewann dabei durch t.K.o. in der siebenten Runde, nachdem die Ringecke von Aquino den Kampf aufgab. Im Juli 1994 verteidigte er den Titel durch t.K.o. in der siebenten Runde gegen Jaime Llanes (27-2). Bis Februar 1995 verteidigte er den Titel noch zweimal nach Punkten gegen Santos Cardona (29-4, 29-5) aus Puerto Rico. Im Mai 1995 endete sein Kampf gegen Gianfranco Rosi (57-4) wertungslos, nachdem Rosi nach dem Kampf positiv auf leistungssteigernde Substanzen getestet wurde.
Den WM-Gürtel musste er schließlich im November 1995 nach einer knappen Punktniederlage an Paul Jones (24-8) abgeben und verlor auch sein nächstes Duell nach Punkten gegen den Brasilianer Peter Venâncio (33-1). Im Februar 1997 verlor er zudem gegen Silvio Branco (29-2). In seinen nächsten drei Kämpfen schlug er dann sensationell Gianfranco Rosi (58-4), Godfrey Nyakana (29-2) und Julian Jackson (55-4).
Durch weitere Siege, unter anderem gegen Jose Flores (43-9) und Bronco McKart (45-4), konnte er im Juni 2004 um den IBF-WM-Titel antreten und besiegte dabei den Mexikaner Carlos Bojorquez (22-4). Im Oktober 2004 verlor er den Titel jedoch in der ersten Verteidigung an Kassim Ouma (19-1), dem er bereits in einem Kampf 2001 unterlegen war. Auch gegen Ike Quartey (35-2) musste er im Juni 2005 eine Niederlage hinnehmen.
Im März 2008 konnte er überraschend erneut den IBF-Titel durch einen Punktsieg gegen Cory Spinks (36-4) erringen, legte diesen jedoch bereits im November ohne Titelverteidigung wieder nieder. Nach einer folgenden Niederlage gegen Paul Williams (35-1) beendete er seine Karriere 2008.